# Palladio (figlio di Petronio Massimo)
Palladio (latino: Palladius; ... – 455) è stato un cesare dell'Impero romano d'Occidente.
Palladio era il figlio di Petronio Massimo. Quando, alla morte dell'imperatore d'Occidente Valentiniano III (455), Petronio divenne imperatore, nominò Palladio cesare. Per rafforzare la propria posizione, Petronio cercò di legarsi alla dinastia valentiniana: per questo motivo sposò Licinia Eudossia, vedova di Valentiniano III, e fece sposare Palladio con una delle figlie del defunto imperatore, probabilmente Eudocia.
Non si conosce la fine di Palladio, anche se è verosimile che sia morto assieme al padre in occasione del sacco di Roma dei Vandali, nel 455.